# 科尔萨科夫综合征
科尔萨科夫综合征（Korsakoff's syndrome），又称健忘综合征，为一种大脑缺乏硫胺（维生素B1）而引起的精神障碍。其疾病由俄国神经学家谢尔盖·科尔萨科夫最先发现而命名。科尔萨科夫症候群表现为选择性的认知功能障碍，包括近事遗忘、时间及空间定向障碍。

## 症状
科爾薩科夫氏症候群有六种症状：
1. 顺行性遗忘（又称远事遗忘），在综合征发生之后的记忆丧失
2. 逆行性遗忘（又称倒摄遗忘），在综合征发生之前的一段时间记忆丧失
3. 虛談症，下意识的编造记忆来填补记忆的缺失，而这记忆缺失有时是由于酒精导致的断片所致
4. 交谈中的内容贫乏
5. 自知力缺失
6. 冷漠，患者对事物迅速丧失兴趣并对其改变态度冷漠

这些症状由硫胺缺乏而引起，其通常引起視丘损伤，并可能伴生下視丘乳头状体损伤和典型性大脑萎缩。科尔萨科夫综合征多发生于韦尼克氏脑病症状之后，但有时其阶段划分并不显著。当韦尼克氏脑病（Wernicke's encephalopathy）与科尔萨科夫综合征同时发生时，叫做韋尼克-高沙可夫症候群（Wernicke-Korsakoff syndrome）。健忘综合征引起神经缺失，即破坏神经元。神经胶质过多症也是中枢神经系统神经细胞破损的结果，其他脑出血及乳头体流失也与此有因果关系。该健忘症也与丘脑的背内侧核、前部基因群（前核群）的破损有关。

### 特征
- 冷漠
- 共济失调
- 昏厥
- 虛談症
- 眼部肌肉瘫痪
- 顺行性遗忘、逆行性遗忘
- 震颤
- 自知力缺乏

## 治疗
全时护理过去常常被采用于治疗健忘综合征，这个方法仍然采用。康复尽管可以帮助记忆部分恢复，然而其存在个体差异的局限性。治疗通常采用静脉注射（输液）或者肌肉注射（打针）硫胺替代品，并附加提供合适的营养及水化物。但是，由于该疾病引起的健忘症和大脑损害并不完全对硫胺替代物产生反应。在一些案例中，药物疗法通常被推荐使用。如果治疗成功，康复的效果会在两年内变得明显，虽然其过程缓慢并通常不能完全康复。

## 原因
酗酒及严重的营养不良等条件会导致维生素缺乏及健忘综合征结果。酗酒通常被视为营养缺乏的因素之一，因为它会导致胃部内膜炎症，造成硫胺缺失。其他原因包括饭食缺乏、长期呕吐、进食障碍和化学疗法副作用。它还可能发生在一类严重清晨剧吐的怀孕妇女（即妊娠剧吐）中。汞中毒也可能导致科尔萨科夫综合征；此外，在日本发现一类蜈蚣叮咬也可引起该疾病。
现存并无特殊疗法，因为早期的硫胺缺失已经对体内硫胺核及乳头体造成不可逆型损伤。乳头体萎缩可以通过高解析度的核磁共振影像观察到。

## 预防
对科尔萨科夫综合征最有效的预防措施是避免维生素B/硫胺缺乏。在西方国家，最通常的原因是酗酒和体重失调。

## 案例研究
奥利佛·萨克斯的《错把太太当帽子的人》一书中描述了此类经典案例。其他的案例包括澳洲艺术家查尔斯·布莱克曼和演员格拉汉姆·肯尼迪。